# František Hertl
František Hertl (* 18. April 1906 in Zbůch nahe Pilsen; † 23. Februar 1973 in Prag) war ein tschechischer Kontrabassist, Komponist und Dirigent.

## Leben
Hertl war das älteste von fünf Kindern eines städtischen Kapellmeisters. Als Kind wurde er von seinem Vater unterrichtet und spielte Violine und mehrere andere Instrumente. Nach der Aufnahmeprüfung für das angestrebte Violinstudium am Prager Konservatorium im Jahr 1920 wechselte er auf Empfehlung von František Černý zum Kontrabass und studierte daraufhin bei Černý am Prager Konservatorium.
Nach Abschluss seines Studiums im Jahr 1926 erhielt Hertl ein Engagement als Solobassist am Nationaltheater Ljubljana. Parallel dazu übernahm er eine Lehrtätigkeit an einer dortigen Musikschule. Nach kurzem Militärdienst wurde er 1929 Solobassist der Tschechischen Philharmonie unter der Leitung von Václav Talich, bei dem er auch Dirigierstudien absolvierte. Ebenso studierte er von 1933 bis 1936 Komposition bei Otakar Šín und Jaroslav Řídký am Prager Konservatorium.
1935 verließ er die Tschechische Philharmonie und wechselte zum Radiosinfonieorchester Prag (Symfonický orchestr Českého rozhlasu), wo er bis 1950 als Solobassist wirkte. Zudem war er von 1936 bis 1950 künstlerischer Leiter und Kontrabassist des Kammermusikensembles Tschechisches Nonett. 1950/51 war er Mitbegründer des Prager Kammerorchesters (Pražský komorní orchestr) und bis 1955 dessen künstlerischer Leiter.
Nach Beendigung seiner Tätigkeit als Orchestermusiker wandte sich Hertl ab 1950 dem Dirigieren zu. Von 1950 bis 1961 war er Dirigent beim Tschechoslowakischen Rundfunk, leitete von 1952 bis 1958 das Radioorchester in Brünn (Brněnský estrádní rozhlasový orchestr) und dirigierte dort auch das Große Streichorchester des Rundfunks.
1951 wurde er Professor für Kontrabass und Kammermusik am Prager Konservatorium, später auch für Dirigieren. Von 1954 bis 1961 unterrichtete er außerdem an der Janáček-Akademie für Musik und Darstellende Kunst Brünn (JAMU). Ab 1969 bis zu seinem Tod lehrte er als Professor für Kontrabass und Kammermusik an der Akademie der musischen Künste in Prag. Hertl machte sich im Rahmen seines pädagogischen Wirkens besonders verdient um den Ausbau des technischen Standards des Kontrabass-Spiels.

## Werke (Auswahl)
- Kontrabassschule
- 20 Studien für Kontrabass
- Tschechische Suite für Orchester (1940)
- Sonate für Kontrabass und Klavier (1946)
- Sonate für Flöte und Klavier (1948)
- Tarantella für Flöte und Orchester (1950)
- Symfonieta für Oboe und kleines Orchester (1956)
- Sonate für Violoncello und Klavier (1958, verschollen)
- Konzert für Kontrabass und kleines Orchester (1957)
- Concertino für Trompete und Streicher (1967)
- Vier Stücke für Kontrabass und Klavier (1967)
- 30 Miniaturen für Kontrabass und Klavier (1971)